# فرودگاه بین‌المللی دشت ناز ساری
فرودگاه بین‌المللی دشت ناز ساری که فرودگاه بین‌المللی شهدای ساری نیز نامیده می‌شود، نام فرودگاهی در نزدیکی شهر ساری است. فرودگاه دشت ناز ساری به عنوان یک فرودگاه بین‌المللی شناخته می‌شود.
از فرودگاه دشت ناز ساری به شهرهای تهران و مشهد پروازهای روزانه‌ای توسط هواپیمایی وارش برقرار است. این فرودگاه بین‌المللی است و در ۱۵ کیلومتری شهر ساری واقع شده و پروازهای داخلی آن به شهرهای مشهد، شیراز، اهواز، عسلویه، تهران، بندرعباس، کیش و چابهار برقرار است. فرودگاه بین‌المللی دشت ناز ساری در شش‌ماهه اول سال ۱۴۰۲ از نظر تعداد مسافر و تعداد پرواز از بین فرودگاه‌های کشور در رتبه ۴ قرار گرفته‌است و از بزرگ‌ترین فرودگاه‌های شمال کشور است. این فرودگاه در هفته بیش از ۹۰ پرواز دارد. این فرودگاه در مسیر اتوبان ساری به نکا در شهرستان میاندورود واقع گردیده‌است. پایه‌گذاری این فرودگاه مربوط به سال ۱۳۲۶ (۱۹۴۷ میلادی) است اما پروازهای مسافربری این فرودگاه از سال ۱۳۷۲ آغاز گردیده‌است.
فرودگاه ساری از نظر تعداد پروازهای حج دارای رتبهٔ سوم در کشور است.
در سال ۲۰۱۶ میلادی ۳٬۱۵۴ نشست و برخاست هواپیما در این فرودگاه انجام شد و ۳۴۴٬۸۱۵ نفر مسافر و ۳٬۲۵۰٬۰۶۰ کیلوگرم بار از طریق آن جابجا شدند.

## شرکت‌های هواپیمایی و مقصدها
| شرکت‌های هواپیمایی | مقصدهای پروازی                          |
| ----------------- | --------------------------------------- |
| هواپیمایی وارش    | تهران، مشهد، کیش، بندرعباس، چابهار، نجف |
| ایران ایر         | تهران، تبریز، اصفهان، مدینه، بغداد      |
| ایران ایرتور      | مشهد، اهواز                             |
| هواپیمایی آسمان   | شیراز، اهواز، مشهد                      |
| هواپیمایی سعودی   | جده، مدینه                              |
| فلای بغداد        | بغداد                                   |
| هواپیمایی ماهان   | استانبول، نجف، بغداد، مشهد              |
| هواپیمایی کیش     | کیش                                     |
| هواپیمایی آتا     | مشهد، بندرعباس                          |
| هواپیمایی کارون   | اهواز                                   |
| هواپیمایی کاسپین  | مشهد                                    |
| هواپیمایی ساها    | عسلویه                                  |
| هواپیمایی قشم     | مشهد                                    |
| پارس ایر          | تهران، کرمان، اکتائو                    |

### ترمینال پروازهای خارجی
ترمینال پروازهای خارجی فرودگاه بین‌المللی دشت ناز ساری در دو طبقه به مساحت ۳۰۵۱ مترمربع بنا گردیده‌است.
این ترمینال با اعتباری معادل هفده میلیارد ریال به بهره‌برداری رسید.
همچنین هواپیمایی وارش نیز از خرداد ۹۸ خط پرواز ساری-مشهد-دوشنبه راه اندازی کرد که از ساری با یک توقف می‌توان به پایتخت تاجیکستان رفت. و همچنین بزودی نیز پرواز دبی و استانبول توسط ایرلاینی که نام نبرده شده و باکو و تفلیس توسط ایران ایر راه اندازی می‌شود. و پروازهای حج به مقصد جده و مدینه توسط هواپیمایی سعودی و ایران ایر و پروازهایی به بغداد و نجف توسط هواپیمایی قشم و هواپیمایی ماهان و فلای بغداد برقرار است.